# Nappo
Die Nappo-Dr. Helle & Co. GmbH & Co. KG war ein 1920 gegründeter Süßwarenhersteller mit zuletzt 150 Mitarbeitern (Stand: 2006) in Krefeld. Das wichtigste Produkt war seit 1925 Nappo, holländischer Nougat mit Schokoladenüberzug in einer typischen Rautenform und bis heute kaum veränderter Verpackung aus rot, blau oder grün bedruckter Aluminiumfolie.
Seit 1936 stellte das Unternehmen zudem auch Eiskonfekt her. Das Unternehmen stellte außerdem Müsliriegel für Aldi und Kellogg’s her.
1994 übernahm die Nappo KG den Hamburger Süßwarenhersteller Moritz, den bis dahin größten deutschen Produzenten von Eiskonfekt.
Am 28. April 2006 wurde das Insolvenzverfahren über die Nappo-Dr. Helle Unternehmen eröffnet und die Schließung zum 31. Dezember 2006 angekündigt. Bereits vorher war die Nappo-Dr. Helle in die Schlagzeilen geraten, als sie vorübergehend eine 60-Stunden-Woche ohne Zahlung von Überstundenzuschlägen einführen wollte. Dies geschah jedoch in Absprache mit der Belegschaft.
Alle bisherigen Produkte des Krefelder Süßigkeiten-Herstellers wurden ab 1. Januar 2007 von der WAWI Schokolade AG übernommen und werden über das Tochterunternehmen WAWI-Euro GmbH vertrieben.